# 茹拉夫尼基 (利維夫州)
49°48′49″N 24°23′31″E / 49.81361°N 24.39194°E

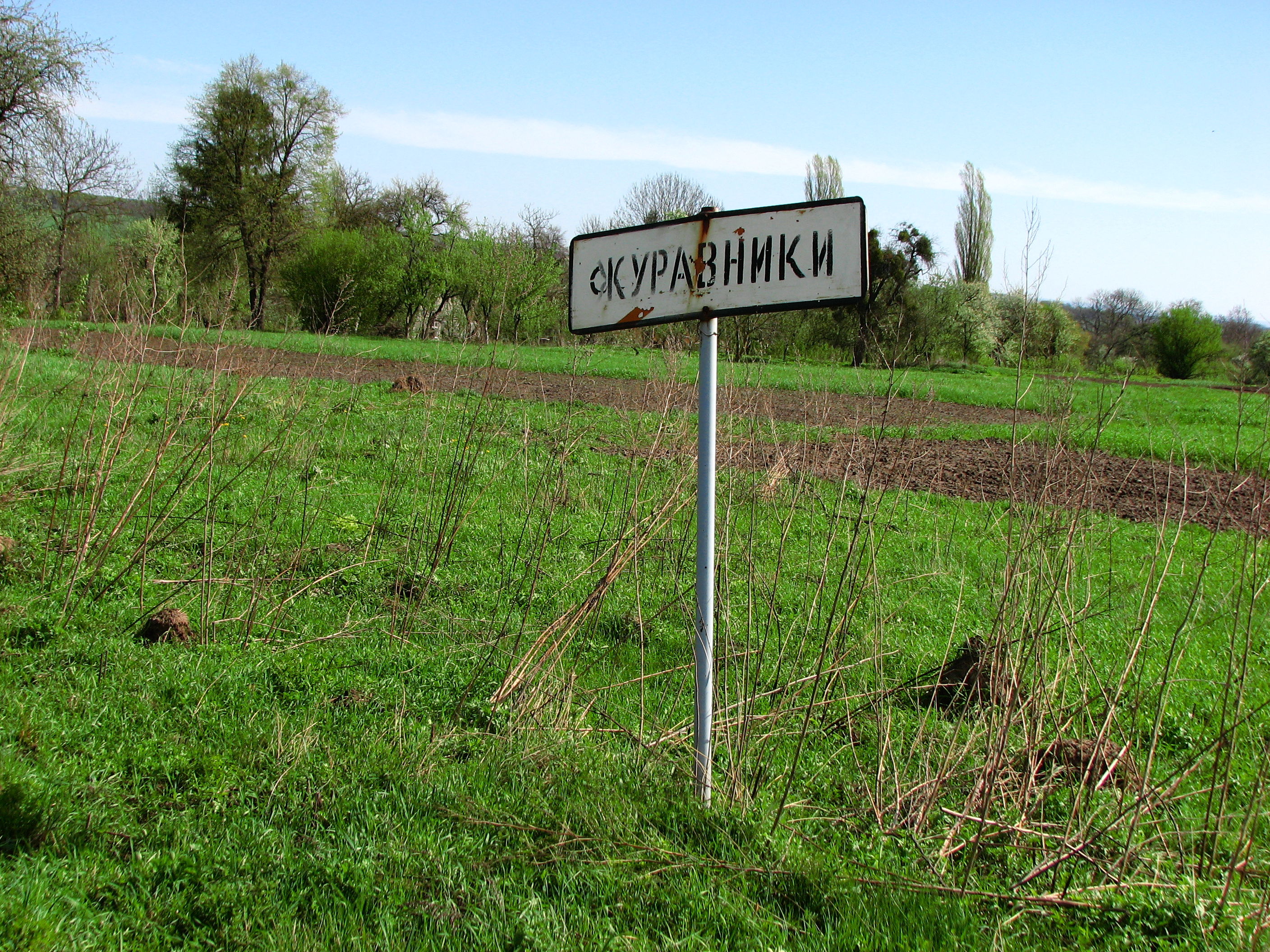
茹拉夫尼基

茹拉夫尼基（烏克蘭語：Журавники），是烏克蘭西部的村莊，隸屬利維夫州的利維夫區。該村面積1.6平方公里，海拔高度247米，2022年人口181，人口密度每平方公里153.61人。